# 12-羟基伊波加明
12-羟基伊波加明（或称为：去甲伊博格碱，Noribogaine）是一种含氮有机化合物，化学式C19H24N2O，是生物鹼类精神活性药物伊波加因的代謝產物。